# 星型多角形

五芒星（星型五芒星）

六芒星（二複合三角形型）

星型多角形とは、平面幾何学図形の一種で、多角形の各辺を延長し、得られた交点を結んだ図形を言う。

## 概要
三角形・四角形では辺の延長上に交点が現れないため、その図形自身のみが星型多角形となる。
五角形・六角形では交点が一回現れ、それぞれ五芒星・六芒星と呼ばれる。
また、このような操作を、星型化という。星型多角形では、延長でできた鋭角のみを内角とする。

## 星型正多角形
星型多角形の一種に星型正多角形というものもあり、正多角形からできたものであり、幾つかの正多角形に分解できない図形をいう。つまり、正偶数角形から作った星型正多角形は、最低二回は交わっていることになる（一回しか交わっていない星型偶数角形は、その偶数の半分の多角形二枚に分解できる）。

## 芒星図形
五以上の正多角形の各辺を左右に延ばした図形を芒星と呼ぶ場合がある。
また、七以上の正多角形を元とした場合には複数回出現するため、複数の芒星図形が存在することになる。
形成される芒星図形は、奇数nの場合、N=(n-3)/2, 偶数nの場合、N=(n-4)/2である。
芒星には以下の種類がある。
- 星型正多角形
- 複合正多角形（正多角形が複合したもの）
- 複合星型正多角形（星型正多角形が複合したもの）

作図される芒星図形は、以下のようになる。
| 頂点 | 元図形(密度1) | 第一交点(密度2)  | 第二交点(密度3)  | 第三交点(密度4)    | 第四交点(密度5) |
| ---- | ------------- | ---------------- | ---------------- | ------------------ | --------------- |
| 5    | 正五角形      | 星型正五角形     |                  |                    |                 |
| 6    | 正六角形      | 二複合正三角形型 |                  |                    |                 |
| 7    | 正七角形      | 星型正七角形     | 星型正七角形     |                    |                 |
| 8    | 正八角形      | 二複合四角形型   | 星型正八角形     |                    |                 |
| 9    | 正九角形      | 星型正九角形     | 三複合正三角形型 | 星型正九角形       |                 |
| 10   | 正十角形      | 二複合正五角形型 | 星型正十角形     | 二複合星型正五角形 |                 |
| 11   | 正十一角形    | 星型正十一角形   | 星型正十一角形   | 星型正十一角形     | 星型正十一角形  |
| 12   | 正十二角形    | 二複合六角形型   | 三複合四角形型   | 四複合三角形型     | 星型正十二角形  |

作図される芒星図形が複合型となるか否かは、密度（星型正多角形を参照）が頂点の約数となるか否かで決定される。密度が頂点の約数では無い場合は星型正多角形となる。約数の場合には、密度≦頂点/密度の場合は複合正多角形となり、密度＞頂点/密度の場合に複合星型正多角形となる。頂点が素数の場合には、約数は1とその素数自身しか存在しないので複合型を発生しない。